# Herzlia Pituach
Herzlia Pituach (hebräisch הֵרְצְלִיָּה פִּתּוּחַ Herzlijjah Pittūach, Plene: הרצליה פיתוח) ist ein am Mittelmeer gelegener Stadtteil von Herzlia mit rund 10.000 Einwohnern. Er gehört zum Bezirk Tel Aviv in Israel. Der Ort ist für seine High-Tech-Industrie bekannt und besitzt mehrere Hotels und Restaurants.

## Geografie
Die Ortschaft befindet sich unmittelbar am Mittelmeer, etwa 15 km nördlich von Tel Aviv, und wenige Kilometer westlich von Herzlia. Der Ort entstand in einer weiten Dünenlandschaft, deren Überreste heute nur noch im Süden sichtbar sind.

## Verkehr
Die 0,5 km² große Herzliya Marina ist Israels größter Jachthafen mit 800 Liegeplätzen, die Boote bis zu 40 Metern Länge aufnehmen können. Geschützt wird der Hafen von einem einen Kilometer langen Wellenbrecher. Restaurants, Cafés, Kinos, die Arena Mall und Ferienwohnungen wurden in der Umgebung gebaut.
Durch Herzlia führt die Landstraße , die als Autobahn ausgebaut Tel Aviv mit Haifa verbindet. Der Flughafen Sde-Dov liegt südlich von Herzlia Pittuach, das über den öffentlichen Personennahverkehr an Herzlia angebunden ist. Regelmäßig verkehrende Shuttlebusse verbinden das Industriegebiet mit dem Bahnhof von Herzlia.

## Wirtschaft

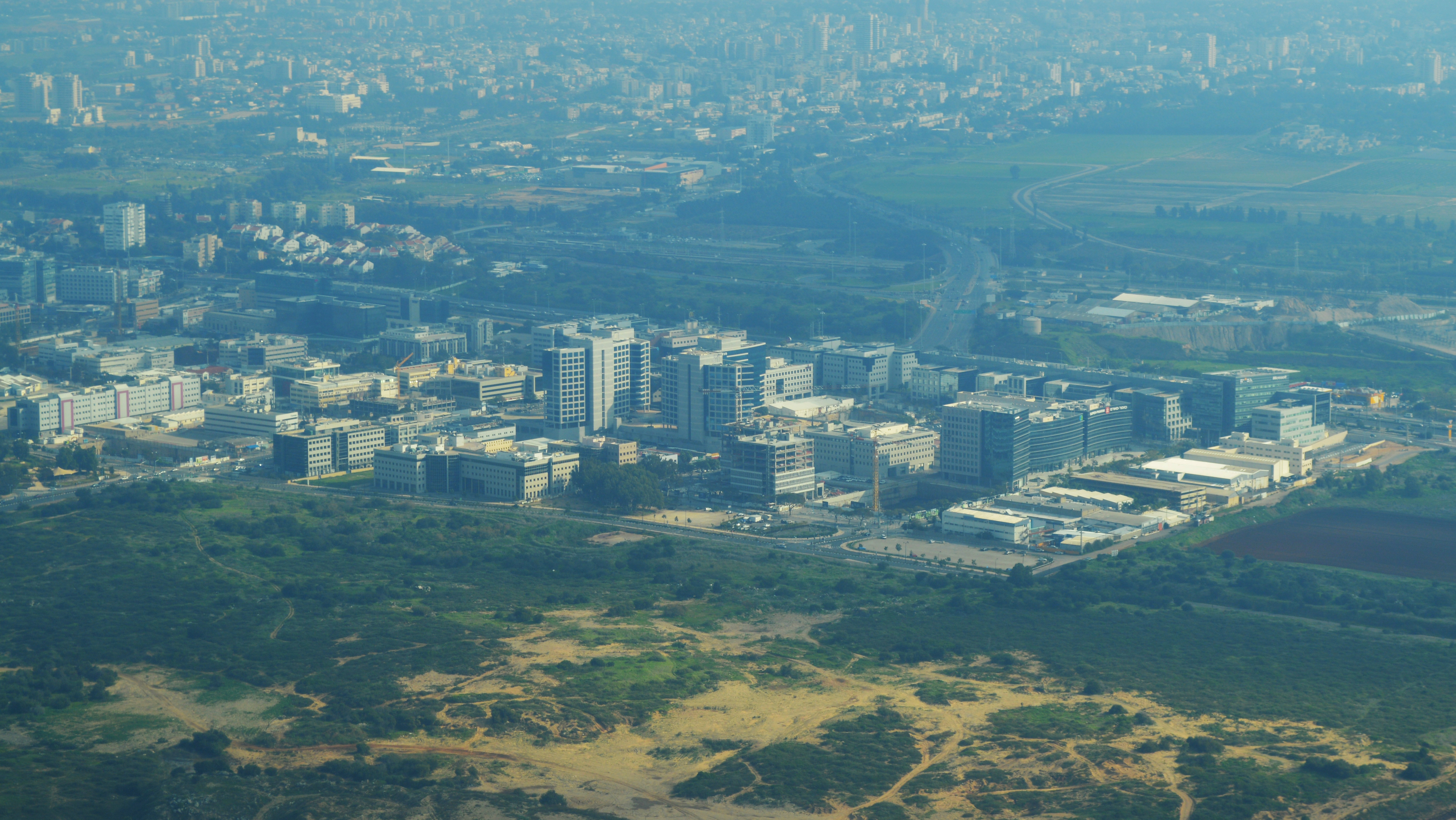
Das Industriegebiet des Ortes: Sitz bedeutender Firmen

Herzlia Pituach ist in den letzten Jahren stark gewachsen und gilt als wohlhabender Stadtteil mit einem großen Villenviertel, in dem israelische Geschäftsleute, aber auch ausländische Botschafter leben. Im Industriegebiet im Süden des Ortes haben sich mehrere Hightech-Unternehmen angesiedelt, darunter das Pharmaunternehmen Immune Pharmaceuticals, Microsoft Israel, Verint Systems Israel und das israelische IT-Unternehmen Matrix.

## Tourismus

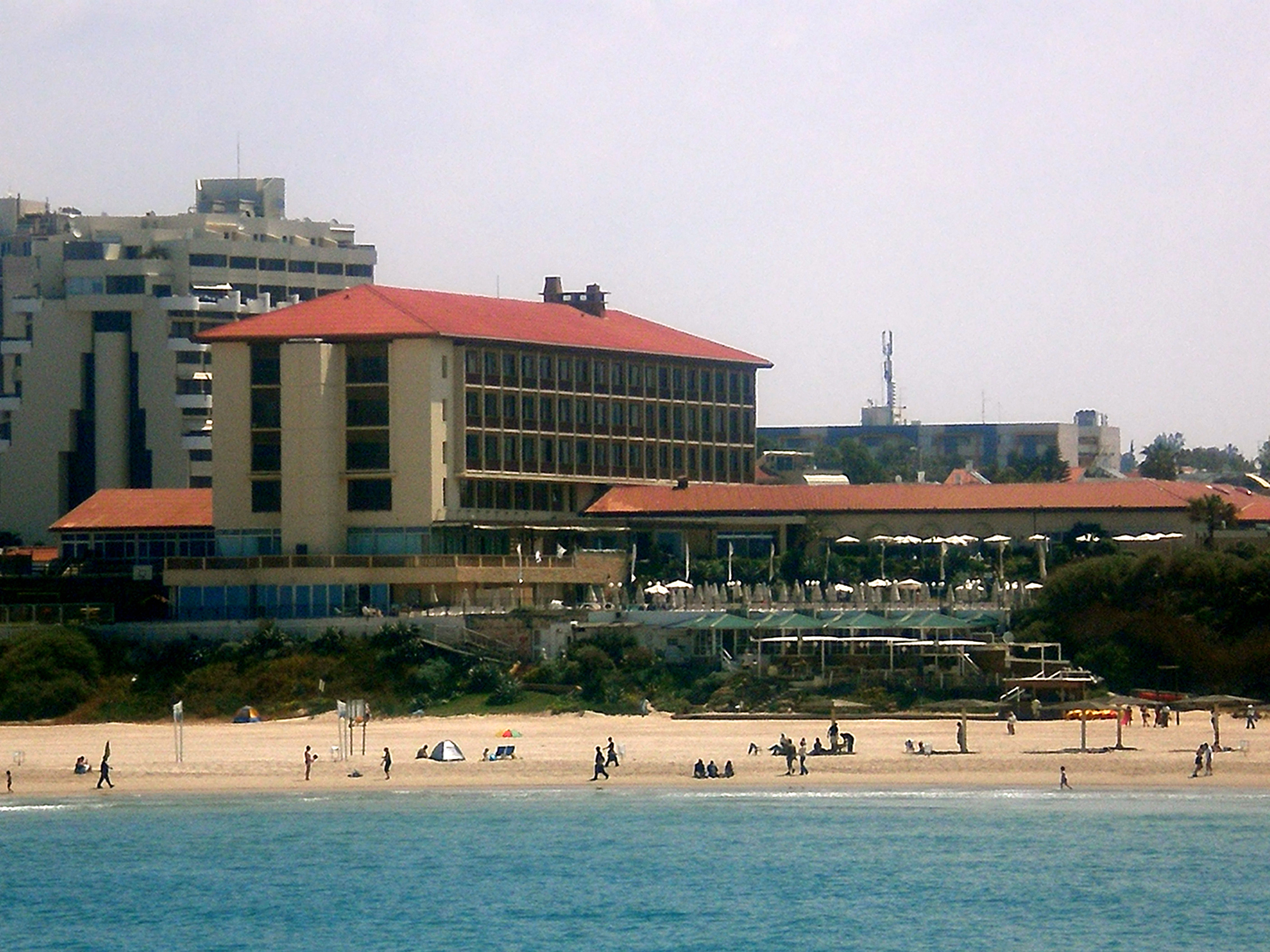
Das Dan-Hotel Accadia

Herzlia Pituach ist vom Tourismus geprägt und gehört zu den wichtigsten Reisezielen von Badetouristen in Israel. Nahe der breiten Sandstrände und am Jachthafen haben sich große Hotels angesiedelt, darunter Dan und Ritz-Carlton, das hier zudem ein Luxus-Appartementhaus errichtet hat.

## Gesundheitswesen
In Herzlia Pituach befindet sich das Herzliya Medical Center, eines der bedeutendsten Krankenhäuser Israels. Die Privatklinik mit mehr als 400 Ärzten besitzt 12 Abteilungen, darunter Herz- und Neurochirurgie, Urologie, Gynäkologie und Orthopädie.

## Bildung
Neben mehreren allgemeinbildenden Schulen befindet sich in Herzlia Pituach die Hotelfachschule Tadmor.

## Sehenswürdigkeiten
- Arsuf: Im Norden von Herzlia Pituach befinden sich die antiken Ruinen von Apollonia (אפולוניה), das von den Phöniziern vor mehr als 2 500 Jahren gegründet worden war. Die Örtlichkeit verfügte über einen Hafen und war in der Antike ein wichtiger Ankerplatz, zudem befand sich der Ort an einem geostrategisch wichtigen Standort zwischen den Hafenstädten Jaffa und Cäsarea. Im 12. Jahrhundert wurde hier eine große Kreuzfahrerfestung errichtet, die 1265 von Baibars I. erobert und geschleift wurde. Heute ist das Gebiet als Apollonia Nationalpark geschützt. Die Ruinen der Stadt und der Festung können besichtigt werden.[3]
- Sidna-Ali-Moschee: Moschee und Karawanserei aus dem 13. Jahrhundert
- Tel Michal: bronzezeitliche und antike Ausgrabungsstätte in den Dünen nahe dem Jachthafen